# Sels de Katritzky
 (avril 2024).
Les sels de Katritzky se caractérisent par la présence de trois groupements phényles attachés en positions 2, 4 et 6 d’un noyau pyrylium (en) ou pyridinium.
Les groupes phényles confèrent une stabilité aux sels et les rendent efficaces comme groupes partants, par exemple dans des réactions d’estérification et de couplage. Ils sont généralement utilisés dans les réactions de substitutions nucléophiles. De plus, ces sels sont très efficaces en tant qu'accepteurs d'électrons.  
Les sels de pyridinium sont utilisés dans plusieurs synthèses organiques. On les retrouve dans la synthèse de dérivés pyridiniques variés comme les dihydropyridines, les tétrahydropyridines, les pipéridines et les indolizines Ils sont capables de subir des ouvertures de cycles conduisant à la formation de diènes conjugués et de diamine.  
Le chimiste anglo-américain Alan Katritzky (en) a eu l’idée d’utiliser ces sels de pyridinium comme intermédiaires afin de convertir des amines primaires en iodures.  

## Structure des sels de Katritzky
Les sels de Katritzky sont des composés dérivés de pyrylium et de pyridinium substitués en ortho et en para par 3 groupements phényles. Ceux-ci sont représentés à la Figure 1. Ce sont des composés cationiques dont le contre ion est généralement l’anion tétrafluoroborate. Néanmoins l’utilisation d’anion perchlorate produit un sel qui cristallise parfois plus rapidement. Le seul désavantage de ce contre ion provient des dangers associés à son utilisation.  

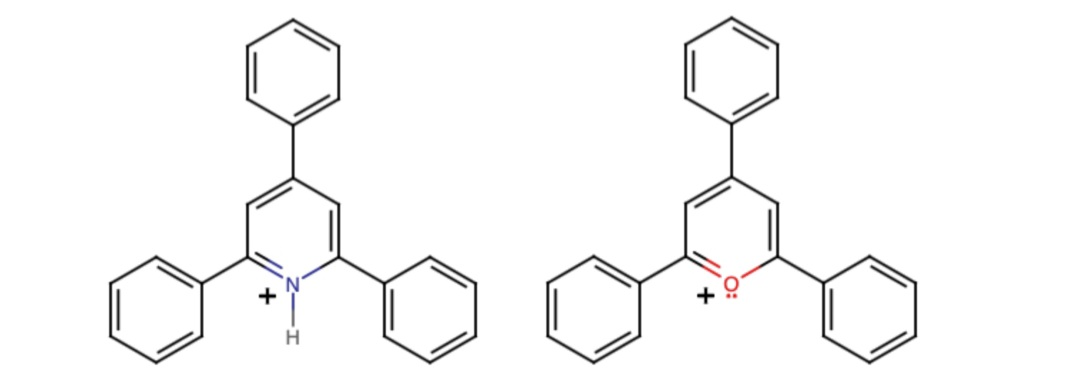
Figure 1. Représentation des structures développées des sels de triphénylpyrydinium et de triphénylpyrylium

## Synthèse

### Préparation des sels de Katritzky
Les sels de triphénylpyrylium sont obtenus à partir du 1,3,5-Triphénylpent-2ène-1,5-dione par un mécanisme d’élimination avec une base. Le produit de cette réaction réagit avec l’acide tétrafluoroborique dans le toluène pour subir une déshydration et conduire au sel de triphénylpyrylium (Figure 2)

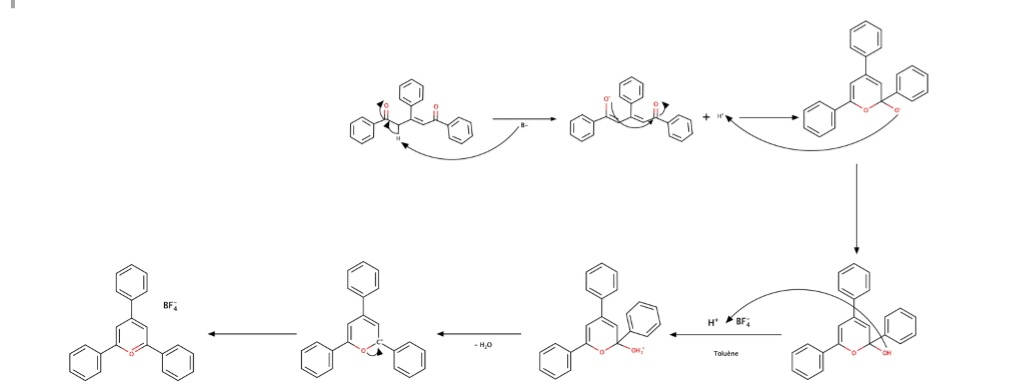
Figure 2. Préparation du sel de triphénylpyrylium

Le sel de triphénylpyridinium est obtenu à partir du sel de triphénylpyrylium en le faisant réagir avec une amine primaire dans de l’éthanol suivant la réaction schématisée à la Figure 3.

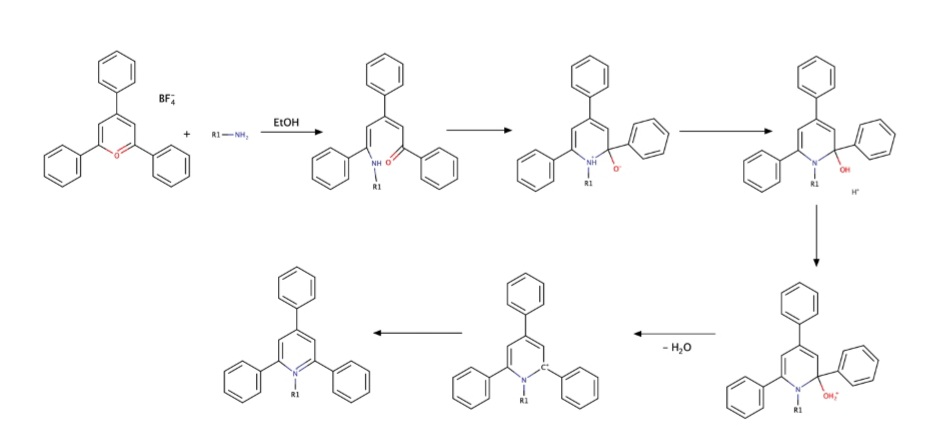
Figure 3. Préparation du sel de triphénylpyridinium à partir du sel de triphénylpyrylium

### Application en synthèse organique
Les sels de Katritzky sont de bons accepteurs d’électrons utilisés dans de nombreuses synthèses organiques comme bon groupe partant

#### Réaction avec l’hydrazine
Les sels de Katritzky peuvent être utilisés en synthèse pour former plusieurs produits retrouvés dans les médicaments : les pyrazolines, les pyrazoles, les diazépines et les sels de N-méthylaminopyridium.  

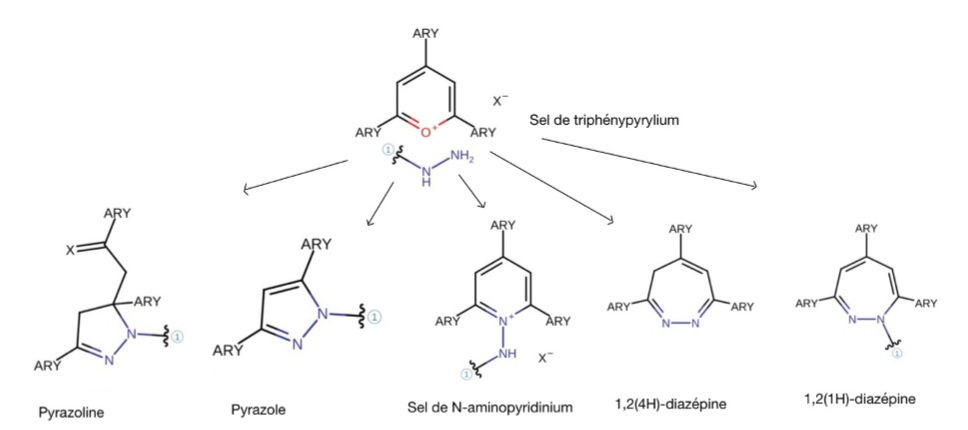
Figure 4. Réaction du sel de triphénylpyrylium avec l’hydrazine.

#### Synthèse d’ester
Les sels de Katritzky peuvent être utilisés pour convertir une amine primaire en ester en 2 étapes : la réaction de l’amine et du tétrafluoroborate 2,4,6-triphénylpyrylium produit le sel de pyridinium N-substitué correspondant suivie de sa pyrolyse dans le benzoate de sodium ou l’acétate de sodium.

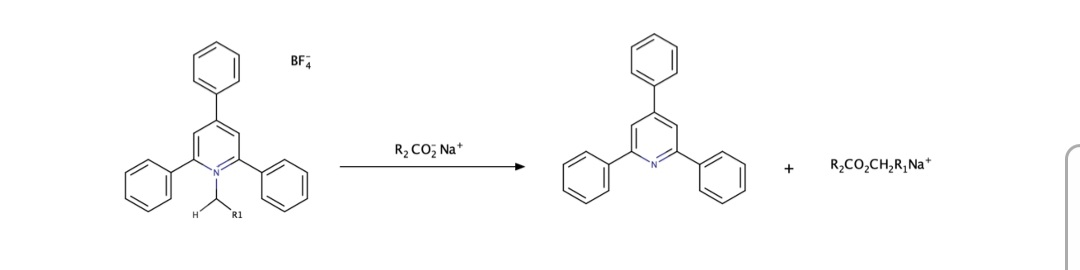
Figure 5. Formation d’un ester à partir du sel de triphénylpyridinium

#### C-alkylation d’un anion nitronate
Ils sont impliqués dans des processus radicalaires pour alkyler les anions nitronates. Les anions nitronates sont des nucléophiles utilisés dans les réactions d’alkylation. Ils possèdent un atome d’azote chargé négativement qui va attaquer les carbones électrophiles. Ce sont aussi des bons intermédiaires synthétiques

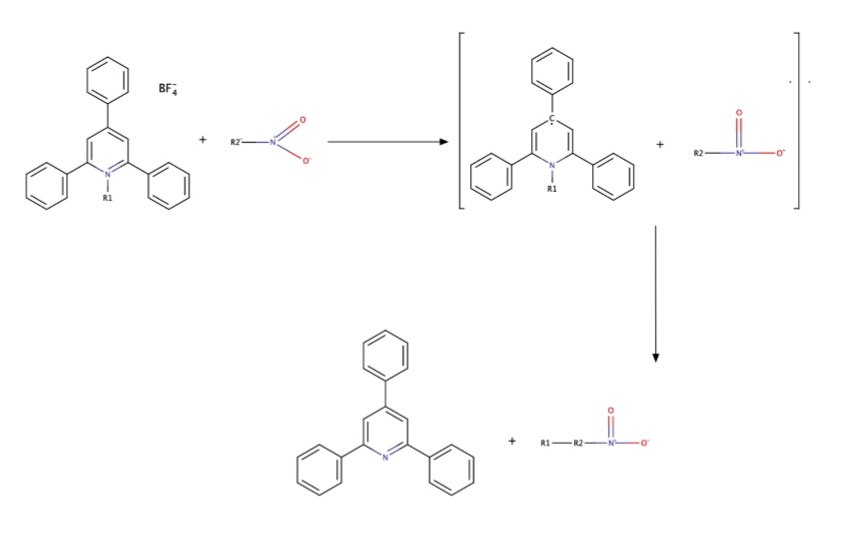
Figure 6. Réactions radicalaires d’alkylation des anions nitronates

#### Bon électrophile dans les couplages croisés catalysés par des métaux dans laréaction de Suzuki Miyaura
Le but de cette réaction est d’activer la liaison C-N d’un dérivé amine avec un alkyle en faisant un couplage croisé catalysé avec un métal et un acide boronique.

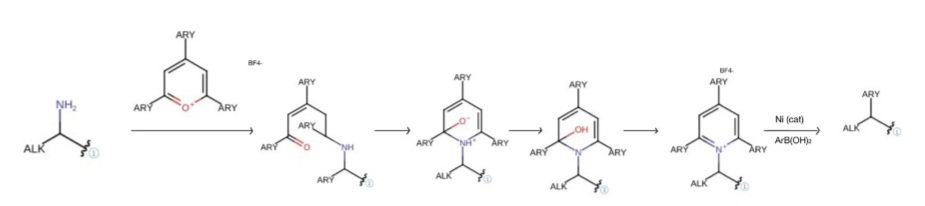
Figure 7. Réaction de couplage croisés catalysés par des métaux

## Applications: Utilisation dans la synthèse des acides aminés non naturels (UAA)
Les sels de Katritzky peuvent intervenir dans la synthèse des acides aminés non naturels ou acides aminés non protéinogènes, les UAA (Unnatural Amino Acids). Il en existe 140.  
Les UAA sont utilisés dans l'assemblage peptidique des médicaments (par exemple, le Cobicistat). 
Plusieurs voies de synthèse sont proposées pour obtenir différents acides aminés non naturels, ou UAA. En effet, les sels de Katritzky fournissent un intermédiaire radicalaire qui permet différentes synthèses  : 
- Par couplage croisé Suzuki-Miyaura à partir de lysine, qui peut s'effectuer dans des conditions douces[9].
- Par alkylation photo-assistée incluant un photocatalyseur[11].
- Par réaction d'addition de Michael[12].

Selon la méthode synthétique choisie, différentes conditions peuvent permettre d'obtenir un meilleur rendement, telles que l'ajout de réducteur en solution.
Exemple de voie de synthèse d'un dérivé de glycine : 
Dans le mécanisme proposé, le complexe formé entre les esters de N-arylglycines et les sels de Katritzky favorise un transfert d'électrons sous irradiation UV (395-400 nm). Ce transfert d'électrons engendre la formation de radicaux, qui subissent un couplage croisé. Cette réaction est cependant réalisée dans des conditions douces afin d'éviter le clivage des groupements protecteurs (Figure 9)

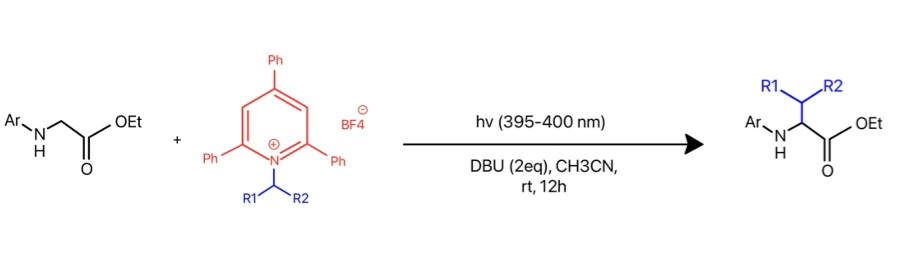
Figure 8 Synthèse de dérivés de glycine cycliques et acycliques secondaires.

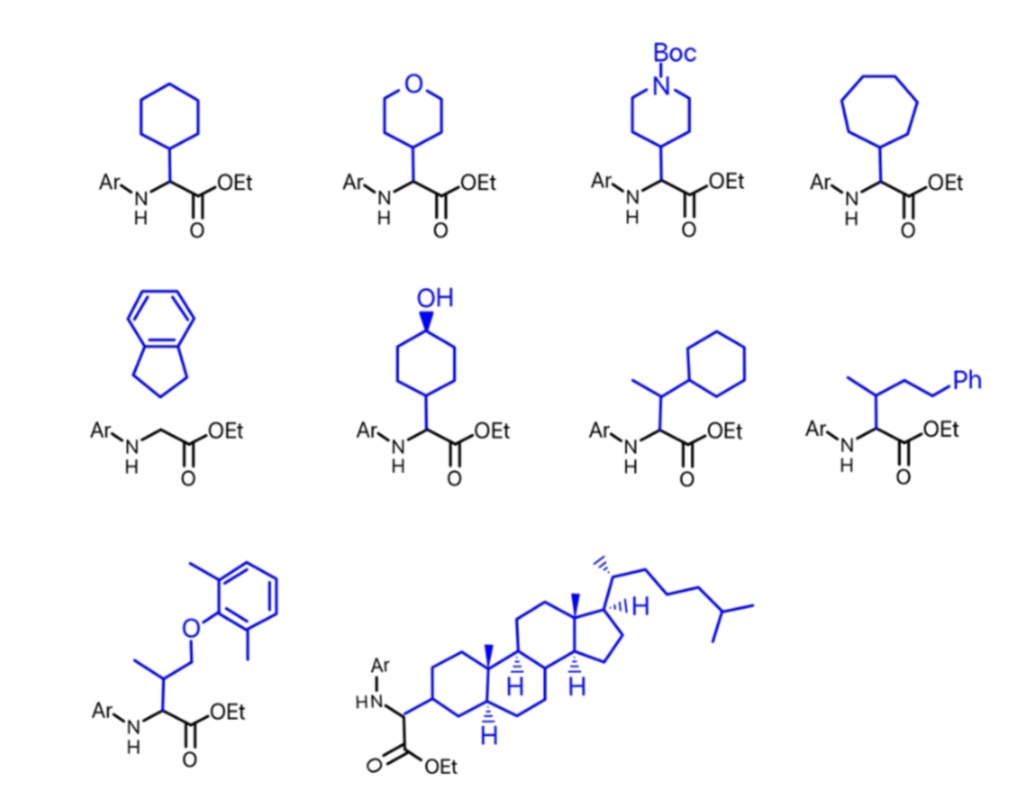
Figure 9 Exemples de dérivés de glycine cycliques et acycliques.

## Dangers du sel de triphénylpyrylium[4]
N°CAS : 448-61-3
Le sel de triphénylpyrylium est sensible à l’humidité et doit être conservé sous gaz. Il ne doit pas être en contact avec des agents oxydants. Il est très toxique par voie orale, cutanée ou encore par inhalation. Il est conseillé de le manipuler avec des gants et des protections pour les vêtements et le visage. C'est un sel soluble dans l’acide trifluroacétique mais insoluble dans l’eau.